# 吳秉綸
吳秉綸，中國清朝官員，本籍中國湖北。1820年，吳秉綸接替姚瑩，於台灣擔任台灣府海防兼南路理番同知。品等為正五品的該官職隸屬於台灣府，主管全台灣船政治安業務及台灣南路之台灣原住民事務，相當於副知府。
| 前任： 姚瑩 | 台灣府海防兼南路理番同知 1820年上任 | 繼任： 張家幹 |